# Aceite Campo de Calatrava
Aceite Campo de Calatrava es una denominación de origen protegida para los aceites de oliva vírgenes extra que, reuniendo las características definidas en su reglamento, hayan cumplido con todos los requisitos exigidos en el mismo. La sede de la D. O. se encuentra en el Centro Integral de Gestión Agroalimentaria CIGA  de Bolaños de Calatrava

## Zona de producción
La zona de producción de los aceites de oliva amparados por la Denominación de Origen Aceite Campo de Calatrava está constituida por la zona central de la provincia de Ciudad Real, que corresponde a los términos municipales de Aldea del Rey, Almagro, Argamasilla de Calatrava, Ballesteros de Calatrava, Bolaños de Calatrava, Calzada de Calatrava, Cañada de Calatrava, Carrión de Calatrava, Granátula de Calatrava, Miguelturra, Moral de Calatrava, Pozuelo de Calatrava, Torralba de Calatrava, Valenzuela de Calatrava, Villanueva de San Carlos Villar del Pozo y Ciudad Real.

## Variedades aptas
La elaboración de los aceites protegidos por la Denominación de Origen Aceite Campo de Calatrava se realiza con aceitunas procedentes exclusivamente de las variedades Cornicabra y Picual.